# 鞍馬・貴船1dayチケット
鞍馬・貴船1dayチケット（くらま・きぶね わんでい ちけっと）は、京阪電気鉄道（京阪）・大阪市高速電気軌道（Osaka Metro）・大阪モノレールと、叡山電鉄（叡電、自社での発売は無し）が、2018年度まで共同で発行していた一日乗車券である。
ここでは2019年度より、京阪で発売している「叡山電車・京阪電車1日観光チケット」についても併せて記載する。

## 鞍馬・貴船1dayチケット
京阪沿線から京都北山方面を訪れる観光客向けに通年発売していた。利用日当日のみ有効で、発売額は大人1.800円、小児900円。
京阪発売分については、京阪電車全線（大津線系統・ケーブルを除く）と、叡山電車全線が乗り降り自由であった。

### Osaka Metro版
Osaka Metro沿線から利用する観光客向けに通年発売していた。Osaka Metro版は磁気カード式の乗車券で、券面には鞍馬・貴船エリアの写真が記されていた。発売額は大人1.950円（小児用の設定は無し）で、有効期間内（概ね年度ごと）の任意の1日間で利用可能であった。　
Osaka Metro全線・大阪シティバス全線 (IKEA・USJ線を除く)・叡山電車全線と、京阪電車の一部（淀屋橋駅 - 守口市駅間、祇園四条駅 - 出町柳駅間と、中之島線）が乗り降り自由であった。

### 大阪モノレール版
大阪モノレール沿線から利用する観光客向けに通年発売していた。発売額は大人1.950円（小児用の設定は無し）。大阪モノレール全線・叡山電車全線と、京阪電車の祇園四条駅 - 出町柳駅間が乗り降り自由であった。

## 叡山電車・京阪電車1日観光チケット
前年度で発売終了した「鞍馬・貴船1dayチケット」に代わり、2019年度より京阪で通年発売している一日乗車券である（叡電での発売は無し）。利用日当日のみ有効で、大人2.000円、小児1.000円。
京阪電車全線（大津線系統を除く）と、叡山電車全線が乗り降り自由である。また、きっぷの利用日当日に、沿線の社寺や施設などで優待を受けることができる特典がある。（詳細は公式ホームページを参照。）
なお、鞍馬・貴船1dayチケットと異なり、Osaka Metro版・大阪モノレール版の発売は行っていない。